# Фотосенсибілізація з переносом електрона
Фотосенсибілізація з переносом електрона (англ. electron transfer photosensitization, рос. фотосенсибилизация с переносом электрона) — фотохімічний процес, в якому реакція речовини, що не поглинає світла, індукується переносом електрона (не переносом енергії) зі збудженої поглиненим світлом речовини, яка діє як сенсибілізатор. У загальному процесі сенсибілізатор щоразу відтворюється. Збуджений сенсибілізатор може виступати або як донор, або як акцептор електронів. В залежності від того, чи сенсибілізатор діє як донор, чи акцептор електронів, сенсибілізація називається відновною чи окисною. 